# Francesco Orlando
Francesco Orlando  (* 2. Juli 1934 in Palermo; † 22. Juni 2010 in Pisa) war ein italienischer Autor, Romanist, Italianist, Französist und Literaturtheoretiker.

## Leben und Werk
Orlando studierte in Palermo ab 1951 Rechtswissenschaft, ab 1955 Literaturwissenschaft. Von 1953 bis 1957 war er privat Schüler von Giuseppe Tomasi di Lampedusa, der ihn nachhaltig prägte. 1957 wurde er von seinem Verwandten, dem Hispanisten Carmelo Samonà, an den Französisten Arnaldo Pizzorusso der Universität Pisa empfohlen, von dem er mit einer Arbeit über Louis Ramond de Carbonnières (1755–1827) promoviert wurde. Von 1959 bis 1960 studierte er in Paris. Ab 1961 unterrichtete er an der Universität Pisa, lehrte dort ab 1967 als Professor für französische Literatur, ab 1970 an der Universität Neapel, ab 1975 an der Universität Venedig und schließlich ab 1981 wieder in Pisa. Dort besetzte er von 1995 bis 2006 den ersten italienischen Lehrstuhl für Literaturtheorie. Der Schwerpunkt seiner Methode lag in der Psychoanalyse von Sigmund Freud, die er schon früh bei dessen Schülerin Alexandra von Wolff-Stomersee, der Frau von Tomasi de Lampedusa, kennengelernt hatte.

## Werke
- L’opera di Louis Ramond, Mailand 1960
  - L’histoire des montagnes et l’harmonie du monde chez Ramond de Carbonnières, in:  Des "passeurs" entre science, histoire et littérature. Contribution à l'étude de la construction des savoirs,1750-1840, hrsg. von Gilles Bertrand und Alain Guyot, Grenoble 2011
- Rotrou. Dalla tragicommedia alla tragedia, Turin 1963
- Per una teoria freudiana della letteratura, Turin 1965, 1973, 1987, 1992 
  - Toward a Freudian Theory of Literature, Baltimore 1978
- Infanzia. Memoria e storia da Rousseau ai romantici, Padua 1966, Pisa 2007
- Lettura freudiana della «Phèdre», Turin 1971, 1980, 1990 
  - Lecture freudienne de «Phèdre», Paris 1986
- Lettura freudiana del «Misanthrope» e due scritti teorici, Turin 1979 
  - Due letture freudiane: «Fedra» e «Il misantropo», Turin 1990
- Introduzione a Sigmund Freud. Il motto di spirito e la sua relazione con l'inconscio, Turin 1975
- Illuminismo e retorica freudiana, Turin 1982; 1997 (u. d. T. Illuminismo, barocco e retorica freudiana)
- Le costanti e le varianti. Studi di letteratura francese e di teatro musicale, Bologna 1983
- Gli oggetti desueti nelle immagini della letteratura: rovine, reliquie, rarità, robaccia, luoghi inabitati e tesori nascosti, Turin 1993, 1994
  - Obsolete objects in the literary imagination, New Haven 2006
  - Les objets désuets dans l’imagination littéraire, Paris 2010
- L’altro che è in noi. Arte e nazionalità, Turin 1996
- L’intimità e la storia. Lettura del «Gattopardo», Turin 1998
  - L'Intimité et l'Histoire. Lecture du Guépard, Paris 2014
- (Hrsg.) Giuseppe Tomasi di Lampedusa. Cento anni dalla nascita. Quaranta dal Gattopardo, Palermo, Palazzo Chiaramonte detto Steri, 12-14 dicembre 1996, Palermo 1999
- (Hrsg.) Carmelo Samonà, Fratelli e tutta l'opera narrativa, Mailand 2002

### Eigene Dichtung und Prosa
- La foresta è tutta del sole. 1949–1954, Palermo 1954 (Dichtung)
- Ricordo di Lampedusa, Mailand 1963, 1985, Turin 2001 (Erinnerungen an Tomasi de Lampedusa)
  - Un souvenir de Lampedusa, Paris 1996
  - Recuerdo de Lampedusa, Valencia 2006
- La doppia seduzione, Turin 2010  (Roman, erste Fassung 1956)